# Strachił Kawalenow
Strachił Weselinow Kawalenow (bułg. Страхил Веселинов Каваленов; ur. 25 marca 1966 w Razgradzie) – bułgarski duchowny rzymskokatolicki, administrator apostolski sede vacante diecezji nikopolskiej w latach 2020–2021, biskup diecezjalny nikopolski od 2021.

## Życiorys
Urodził się 25 marca 1966 w Razgradzie (obwód Razgradzki). Po ukończeniu szkoły średniej, rozpoczął studia historyczne na Uniwersytecie Sofijskim im. św. Klemensa z Ochrydy. Po studiach uczył historii w różnych liceach w Sofii. Kształcił się również na Wydziale Teologicznym w Lugano (Szwajcaria), Papieskim Uniwersytecie Jana Pawła II w Krakowie, Papieskim Uniwersytecie Laterańskim, a także przebywał w Collegio Russicum w Rzymie. Święcenia prezbiteratu przyjął 18 kwietnia 2009.
Po święceniach pełnił następujące stanowiska: 2009–2012: proboszcz parafii Najświętszej Maryi Panny Różańcowej w Wielkim Tyrnowie; 2012–2020: proboszcz parafii bł. Eugeniusza Bosiłkowa, biskupa i męczennika w Gabrowie; 2018–2020: wikariusz generalny.
15 września 2020 po śmierci biskupa Petko Christowa papież Franciszek mianował go administratorem apostolskim sede vacante diecezji nikopolskiej.
5 października 2020 został odznaczony Krzyżem Zasługi Suwerennego Zakonu Maltańskiego.
20 stycznia 2021 papież Franciszek prekonizował go biskupem diecezjalnym nikopolskim. 19 marca 2021 otrzymał święcenia biskupie i odbył ingres do katedry św. Pawła od Krzyża w Ruse. Głównym konsekratorem był arcybiskup Anselmo Guido Pecorari, nuncjusz apostolski w Bułgarii, zaś współkonsekratorami Georgi Jowczew, biskup diecezjalny sofijsko-płowdiwski, i Christo Projkow, biskupa eparchii św. Jana XXIII.